# Клагані (Вашингтон)
Клагані (англ. Klahanie) — переписна місцевість (CDP) в США, в окрузі Кінг штату Вашингтон. Населення — 10 674 особи (2010).

## Географія
Клагані розташоване за координатами 47°34′15″ пн. ш. 122°0′30″ зх. д. / 47.57083° пн. ш. 122.00833° зх. д. (47.570970, -122.008391).  За даними Бюро перепису населення США в 2010 році переписна місцевість мала площу 5,03 км², з яких 4,99 км² — суходіл та 0,04 км² — водойми.

## Демографія
Згідно з переписом 2010 року, у переписній місцевості мешкали 10 674 особи в 3806 домогосподарствах у складі 3009 родин. Густота населення становила 2122 особи/км².  Було 3915 помешкань (778/км²).
Расовий склад населення:
| - 68,9 % — білих - 23,9 % — азіатів - 1,3 % — чорних або афроамериканців - 0,2 % — корінних американців - 0,1 % — вихідців з тихоокеанських островів - 1,3 % — осіб інших рас |

До двох чи більше рас належало 4,3 %. Частка іспаномовних становила 5,2 % від усіх жителів.
За віковим діапазоном населення розподілялося таким чином: 31,1 % — особи молодші 18 років, 64,2 % — особи у віці 18—64 років, 4,7 % — особи у віці 65 років та старші. Медіана віку мешканця становила 35,8 року. На 100 осіб жіночої статі у переписній місцевості припадало 96,3 чоловіків;  на 100 жінок у віці від 18 років та старших — 92,0 чоловіків також старших 18 років.